# FC Jax Destroyers
El FC Jax Destroyers fue un equipo de fútbol de los Estados Unidos que alguna vez jugó en la USL Premier Development League, la cuarta liga de fútbol en importancia en el país.

## Historia
Fue fundado en el año 2010 en la ciudad de Jacksonville, Florida con el nombre FC JAX, el cual incluía secciones tanto en la rama masculina como en la femenil y fueron ubicados en la división del sureste de la USL Premier Development League.
Su primer partido oficial fue el 13 de mayo del 2011 y fue una derrota de 1-3 ante el Mississippi Brilla y en ese partido el primer gol en la historia de la franquicia fue un autogol de Thomas Shannon. El primer jugador de los Destroyers fue Isaac Kinman en la victoria 2-0 ante el Nashville Metros dos días después de su partido inaugural.
El club desapareció al finalizar la temporada 2012 debido a los malos resultados y al poco apoyo del club en la ciudad.

## Temporadas
| Año  | División | Liga    | Temporada Regular | Playoffs     | US Open Cup  |
| ---- | -------- | ------- | ----------------- | ------------ | ------------ |
| 2011 | 4        | USL PDL | 4º, Southeast     | No clasificó | No clasificó |
| 2012 | 4        | USL PDL | 6º, Southeast     | No clasificó | No clasificó |

## Entrenadores
- Eric Dutt[9] (abril de 2011 – junio de 2011)
- Aidan Davison[10] (junio de 2011 – 2012)